# 福圓美里のラジオ8月のシンフォニー
『福圓美里のラジオ8月のシンフォニー』(ふくえんみさとのラジオはちがつのシンフォニー)は、超!A&G+で放送されていた、映画『8月のシンフォニー -渋谷2002〜2003』の情報番組である。

## 概要
2009年8月8月22日に公開された映画『8月のシンフォニー』の最新情報を、制作スタッフの話を交えて伝えた。
パーソナリティ
福圓美里（『8月のシンフォニー』アイ役）
放送時間
隔週金曜日 21:30 - 22:00（リピート放送 月曜日 9:30 - 10:00）

## コーナー
8月のシーン
映画『8月のシンフォニー』の様々なシーンの映像やゲストとのトークを通して、『8月のシンフォニー』の魅力を紹介する。
8月のキャッチコピー
リスナーから寄せられた映画の予告編で使われるキャッチコピーを紹介する。

## ゲスト
第3回（5月8日）：村上匡宏（ゼネラル・プロデューサー）
第4回・第5回（5月22日・6月5日）：川嶋あい（原作『最後の言葉』著者）
第6回（6月19日）：工藤ただし（美術監督）
第7回（7月3日）：島津裕行（メイン演出）
第8回・第9回（7月17日・30日）：西澤昭男（監督・脚本）
第10回（8月14日)：高橋恵子（アイの母 役）

## 番組のエピソード
- 番組の第1回は浜松町の文化放送の広い会議室にて収録が行なわれたが、第2回以降は東京都杉並区阿佐ヶ谷のあるスタジオにて毎回収録された。
- ゲストのスケジュールやパーソナリティである福圓の仕事および舞台稽古などで、収録日から放送までの間に時空の挟間が起こる場合もあった。
- 川嶋あいがゲストの2回目に当たる第5回放送分は、『8月のシンフォニー』のアニメ映画製作の舞台裏を、制作スタジオを訪れて紹介した。
- 映画公開後の第11回放送分では、公開初日の舞台挨拶の模様と映画鑑賞後の観客の感想を放送した（スタジオパートは初日舞台挨拶前の収録されていた）。
- 第12回では、観客に聞いた「映画の見所ベスト3」を紹介した。
- 第13回では、映画内のツアー打ち上げの場所のモデルとなった居酒屋「おかん」からラジオの打ち上げの様子を放送した。

## 関連商品
- 「8月のシンフォニー」朗読CD（2009年9月2日発売）